# 2000년 정동진독립영화제
제2회 정동진독립영화제는 2000년 8월 10일에 열린 시상식이다.

## 수상 및 후보

### 섹션1
- 81 해적 디스코 왕이 되다 - 김동원
- 에그 에그 - 박현주
- 포 더 피스 오브 올 맨카인드 - 이석훈
- 고리 - 강만진
- 구타유발자... 잠들다 - 유정현
- 기차길 옆 공부방 - 서경화
- 너무 많이 본 사나이 - 손재곤
- 데모크라시 예더봉 - 박두병
- 돼지꿈 - 이진우
- 만수야 그동안 잘있었느냐? - 오점균
- 미메시스TV - 에피소드1 - 전승일
- 민들레 - 최하동하
- 순수한 기쁨 - 한혜진
- 심청 - 유종미
- 아리랑 - 강원준
- 엔조이 유어 썸머 - 이형곤
- 예전엔 - 윤재우
- 이발소 - 이기호
- 죽거나 혹은 나쁘거나 - 류승완
- 지우개 따먹기 - 민동현
- 체온 - 유상곤